# Opernkompagnie
Eine Opernkompagnie ist eine Truppe, die Opern aufführt, oftmals an unterschiedlichen Spielstätten und in verschiedenen Städten. Eine Opernkompagnie kann, muss aber nicht über ein eigenes Haus verfügen.

## Begriffsklärung
Das Theater des 17., 18. und 19. Jahrhunderts war weitgehend ein Wanderbetrieb. Daher die Begriffe Kompagnie und Truppe. Die Oper war von Anfang an weniger flexibel, weil sie zunehmend großes Orchester und großen Chor benötigte. Doch gab es bis ins 20. Jahrhundert bekannte Wanderopern-Ensemble, insbesondere italienischer Herkunft, wie die der Familie Bon.
Im Paris des 19. Jahrhunderts bezeichnete man als Opernkompagnie die vier bedeutenden Ensembles – neben der Opéra, der offiziellen Operntruppe des Hofes, die Opéra-Comique, das Théâtre-Italien und das Théâtre-Lyrique.
In den 1880er machte das Wandernde Wagnertheater des Impresarios Angelo Neumann Furore. Er reiste mit Sängern, Kostümen, Kulissen, Orchester und Chor und zeigte die Tetralogie Ring des Nibelungen von Richard Wagner in 22 europäischen Städten.
Auch heute noch sind in vielen Fällen Spielstätte und Ensemble zwei verschiedene Organisationen und Institutionen. Beispielsweise wird das Sydney Opera House (SOH) von sieben Truppen bzw. Ensembles bespielt, darunter die Opera Australia und The Australian Ballet. Die Opera Australia bespielt nicht nur das SOH, sondern auch das Arts Centre Melbourne und die Open-Air-Bühne am Hafen von Sydney. Darüber hinaus geht die Opernkompagnie alljährlich mit einer Produktion auf Tournee.

## Heutige Opernkompagnien
Der Begriff findet heute speziell in zwei Fällen Anwendung:
- für Tourneebetriebe wie die English Touring Opera oder die Nederlandse Reisopera, die beispielsweise ihre Neuproduktion des Fliegenden Holländer in zwölf holländischen Städten zeigt[3]
- für alternative Opernbetriebe in großen Städten, wie die Pocket Opera Company in Nürnberg (gegründet 1974), Neue Oper Wien (seit 1990) oder die Opernkompagnie Novoflot in Berlin (gegründet 2002).